# جيمس بوكانان ديوك
جيمس بوكانان ديوك (بالإنجليزية: James Buchanan Duke)‏ هو رائد أعمال أمريكي، ولد في 23 ديسمبر 1856 في درم في الولايات المتحدة، وتوفي في 10 أكتوبر 1925 في نيويورك في الولايات المتحدة.

## وصلات خارجية
- جيمس بوكانان ديوك على موقع الموسوعة البريطانية (الإنجليزية)
- جيمس بوكانان ديوك على موقع إن إن دي بي (الإنجليزية)